# Arkarua adami
Arkarua adami (лат.) — небольшое докембрийское дискообразное ископаемое с приподнятым центром, с радиальными гребнями по ободу и пятиконечным углублением в центре, где каждая из пяти радиальных линий имеет по пять точечных углублений от середины диска к центру. Окаменелости имеют диаметр от 3 до 10 мм.
Arkarua известны только в эдиакарских отложениях Флиндерс в Южной Австралии. Родовое название происходит от Arkaru, мифической гигантской змеи местных аборигенов.

## Систематика
Все известные образцы Arkarua являются слепками, которые не дают информации о внутренней структуре, что делает систематику проблематичной. Из-за пятилучевой симметрии Arkarua предварительно помещают в тип иглокожих. По приплюснутой форме в виде диска или кнопки в сочетании с его пятилучевой симметрией, некоторые исследователи относят его к классу эдриоастероидей (Edrioasteroidea).
Эта идентификация остается сомнительной, так как в окаменелостях невозможно обнаружить ни мадрепоровой пластинки, ни характерного минерализированного скелета из карбоната кальция (стереома). Перечисленные два признака являются классификационными признаками иглокожих, и хотя бы один из них присутствует у всех иглокожих.